# Boeing 747SP
Boeing 747SP là biến thể mới của phiên bản Boeing 747-100Special Performance Được biết đến như Boeing 747SB (short body) thân máy bay được làm ngắn lại để thực hiện những chuyến bay đường dài.

## Bối cảnh
Chiếc Boeing 747SP lần đầu tiên giới thiệu tới các khách hàng vào năm 1974, và khung máy bay đầu tiên được chuyển đến vào năm 1976. Sự ngắn hơn bắt nguồn từ chiếc 747-100, chiếc SP được thiết kế để nhắm đến hai thị trường có nhu cầu. Đầu tiên nó nhắm vào nhu cầu cạnh tranh với McDonnell Douglas DC-10 và Lockheed L-1011 TriStar khi đang tiếp tục duy trì phổ biến chiếc 747 lớn hơn. Chiếc 747 hoàn toàn quá lớn cho phần lớn đường bay, và Boeing không có máy bay thân rộng cỡ trung để cạnh tranh trong từng phân đoạn của thị trường mà chiếc DC-10 và L-1011 TriStar tạo ra. Thị trường nhu cầu thứ hai là đoạn đường cực dài mà đã nảy ra giữa thập niên 70. Những đoạn đường này không chỉ cần khoảng cách dài hơn mà tốc độ tiết kiệm nhiên liệu cũng phải nhanh hơn. Boeing không thể có đủ khả năng chế tạo một thiết kế hoàn toàn mới, để thay thế Boeing phải thu ngắn lại chiếc 747 và phải sửa đổi lần nữa cho tốc độ và khoảng cách và phải giảm sức chứa.

## Chế tạo

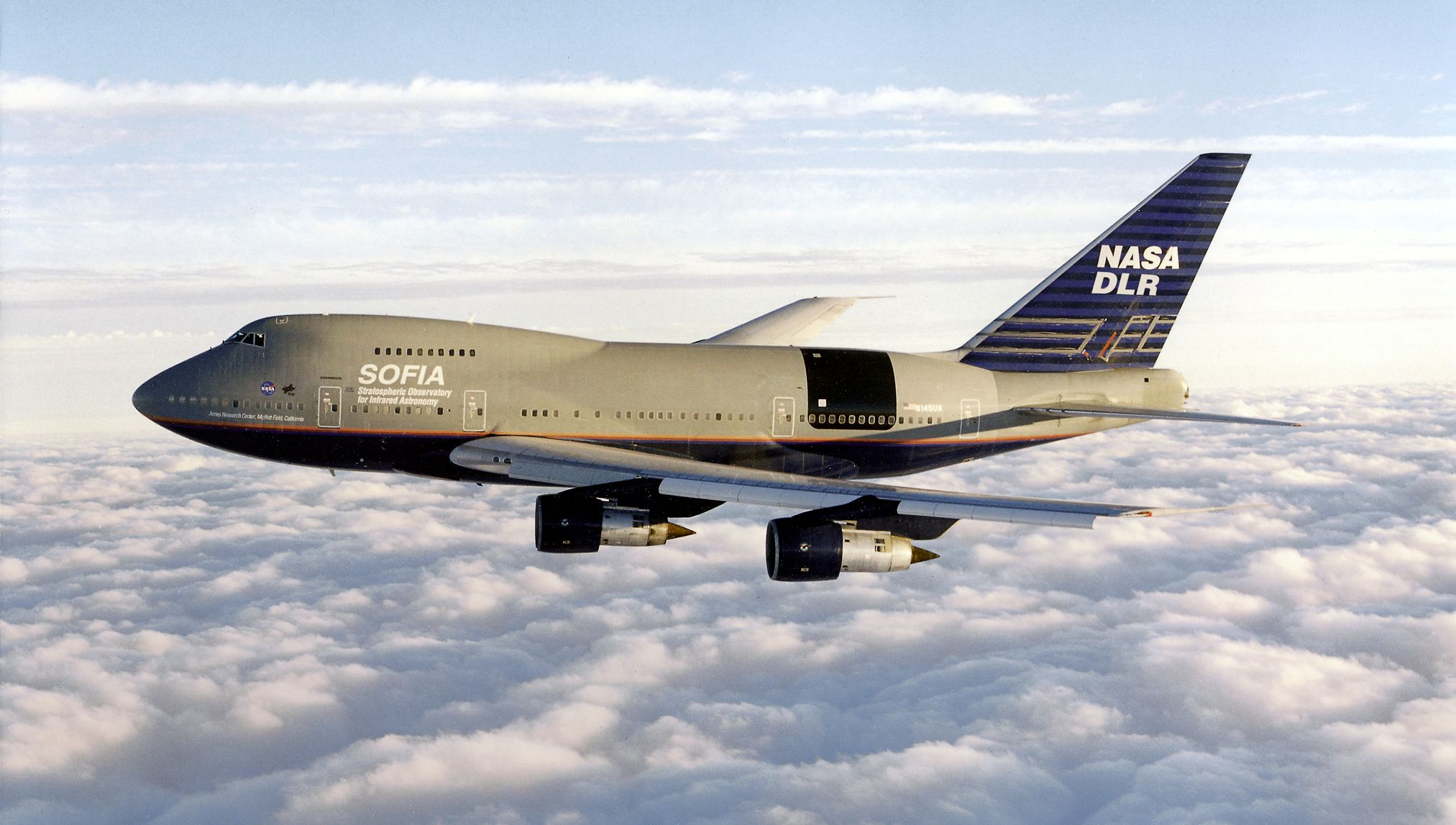
747SP sửa chữa lại như là SOFIA dụng cụ thăm dò thiên văn học

Tách biệt ra khỏi việc có một thân máy bay ngắn một cách đáng kể và một cửa máy bay ít hơn mỗi bên, những sự khác biệt giữa chiếc 747SP và biến thể khác của Boeing 747 là việc có phần gập cánh đơn giản hơn và có cái đuôi thẳng đứng cao hơn để làm mất tác dụng của việc suy giảm cánh tay mômen từ thân máy bay được làm ngắn đi. Chiếc 747SP sử dụng những miếng gập đơn trên phần lái của đuôi máy bay tốt hơn phần gập được xẻ 3 rãnh được đúc trên các máy bay 747 tiêu chuẩn. Chiếc 747SP cũng là chiếc máy bay thân rộng đầu tiên của Boeing có sải cánh dài hơn chiều dài máy bay; chiếc khác là 777-200LR chỉ có sải cánh rộng hơn không đáng kể so với chiều dài. Đây không phải là thiết kế tiêu chuẩn với máy bay mà nó có thể tạo ra sức nặng của trung tâm máy bay nếu sải cánh dài hơn đáng kể. Chiếc 747SP, có chiều rộng khoảng 196 foot và chiều dài khoảng 184 foot, cần đến bộ thăng bằng thẳng đứng cao hơn vì thân ngắn hơn sẽ làm giảm sự trệch hướng của tay mômen.
Chiếc 747SP có thể cung cấp cho 230 hành khách trong một khoang hành khách 3 hạng ghế hoặc 331 người (303 người Hạng Tiết kiệm, 28 người Hạng Thương gia) trong khoang hành khách 2 hạng ghế, và tối đa 440 người ở một hạng ghế. Khởi đầu được chỉ định là 747SB cho "short body", sau đó được đặt cho biệt danh là "Sutter's Balloon" bởi các nhân viên theo Giám đốc thiết kế Joe Sutter. Boeing sau đó thay đổi tên của sản phẩm thành 747SP cho "Special Performance", phản ánh cho thấy đường bay dài hơn và tốc độ tiết kiệm nhiên liệu nhanh hơn. Pan Am là khách hàng khởi động chiếc 747SP, sở hữu chiếc đầu tiên được giao, Clipper Freedom vào ngày 5 tháng 3 năm 1976.
Chiếc 747SP là chiếc máy bay có tầm bay dài nhất cho đến khi chiếc Boeing 747-400 bắt đầu được sử dụng vào năm 1989. Với những thành tựu kỹ thuật, chiếc 747SP chưa bao giờ bán được nhiều như Boeing từng hy vọng. Giá nhiên liệu tăng vào giữa thập niên 1970 tới đầu thập niên 1980, sải cánh nặng nề của nó làm giảm tải trọng và tăng tầm bay làm cho chiếc máy bay mới là một số trong rất nhiều nhân tố cũng đóng góp vào việc mua bán ế ẩm của nó. Chỉ có 45 chiếc được chế tạo và phần lớn trong số đó vẫn còn được sử dụng bởi các nhà doanh nghiệp ở vùng Trung Đông. Chiếc 747SP được chế tạo từ 1976 cho tới năm 1983, tuy nhiên một số đơn đặt hàng đặc biệt từ Amiri Flight của Các Tiểu Vương Quốc Ả Rập Thống Nhất buộc Boeing phải mở lại việc chế tạo lần cuối vào năm 1989. Chiếc máy bay này được lưu giữ kỹ càng và được chụp hình rất nhiều lần vòng quanh thế giới. Một chiếc 747SP khác là chiếc SOFIA, thăm dò thiên văn học bằng tia hồng ngoại, phần khung máy bay được sửa đổi để mang một kính viễn vọng bức xạ hồng ngoại có đường kính 2.5 mét tới vùng cao so với mặt biển, ở phía trên phần lớn hơi nước hấp thụ tia hồng ngoại trong không khí. Đầu tiên được chuyển tới Pan Am với tên Clipper Lindbergh, NASA có cái tên được biểu thị với kiểu chữ của Pan Am trên thân máy bay.

## Các hãng khai thác
Có 45 chiếc 747SP được chế tạo giữa năm 1974 đến 1989. 14 chiếc vẫn còn được khai thác vào tháng 8 năm 2006, 15 chiếc bị loại bỏ và những chiếc còn lại được lưu giữ hoặc chờ bị loại bỏ.

### Những chiếc đang được khai thác
- VIP Ameri Flight của UAE
- VIP Chính quyền của Yemen
- VIP Chính quyền của Qatar
- VIP Chính quyền của Iran
- VIP Chính quyền của Ảrập Xêút
- Máy bay thăm dò thiên văn học SOFIA
- Hãng hàng không Syrian Arab Airlines (cho việc chuyên chở hành khách)
- VIP Ernest Angley

### Những Hãng khai thác trước đây
- Pan Am đã khai thác 10 chiếc 747SP-21 vào giữa năm 1976 và 1979, hãng khai thác những chuyến ấy với đường bay vượt Thái Bình Dương tới châu Á và châu Đại Dương. Những chiếc máy bay này được bán lại cho United Airlines vào năm 1986 và vẫn còn được khai thác cho tới năm 1994.
- South African Airways khai thác 6 chiếc 747SP-44 trong những chuyến bay từ Johannesburg tới London trong thời kỳ Apartheid, khi mà các máy bay của hãng không được bay qua các nước Châư Phi mà phải bay qua phần lồi ra của châu Phi. Tầm bay được tăng thêm cho phép chiếc máy bay bao phủ những khoảng cách cộng thêm.